# Ultimate Daryl Hall + John Oates
Ultimate Daryl Hall + John Oates es un recopilatorio de dos CD de Hall & Oates que cuenta con 37 canciones remasterizadas, cuatro de ellas en su versión de sencillo, llegó al puesto número 63 en el Billboard 200.[cita requerida]
En 2005 el álbum se volvió a lanzar bajo el título "The Essential Daryl Hall & John Oates" con una diferente carátula.[cita requerida]

## Lista de canciones

### Disco 1
1. "She's Gone" - (5:16)
2. "Las Vegas Turnaround" - (2:59)
3. "When the Morning Comes" - (3:13)
4. "Camellia" - (2:49)
5. "Sara Smile" - (3:09)
6. "Do What You Want, Be What You Are" - (4:35)
7. "Rich Girl" - (2:25)
8. "Back Together Again" - (3:27)
9. "It's a Laugh"  (Versión de Sencillo) - (3:46)
10. "I Don't Wanna Lose You" - (3:48)
11. "Wait for Me" - (4:03)
12. "How Does It Feel to Be Back" - (4:35)
13. "You've Lost That Lovin' Feelin'" - (4:37)
14. "Kiss on My List" - (4:26)
15. "You Make My Dreams" - (3:10)
16. "Everytime You Go Away" - (5:24)
17. "Private Eyes" - (3:37)
18. "I Can't Go for That (No Can Do)" - (5:08)
19. "Did It in a Minute" - (3:37)
20. "Your Imagination" - (3:33)

### Disco 2
1. "Maneater" - (4:32)
2. "One on One" - (4:17)
3. "Family Man" - (3:27)
4. "Say It Isn't So" - (4:17)
5. "Adult Education" (Rock Mix) - (4:34)
6. "Out of Touch"  (Versión de Sencillo) -  (4:08)
7. "Method of Modern Love" - (5:32)
8. "Some Things Are Better Left Unsaid" - (5:25)
9. "Possession Obsession"  (Versión de Sencillo) - (4:07)
10. "Everything Your Heart Desires" - (5:01)
11. "Missed Opportunity" - (4:47)
12. "Downtown Life" - (4:28)
13. "So Close" - (4:41)
14. "Don't Hold Back Your Love" - (5:14)
15. "Starting All Over Again" - (4:08)
16. "Promise Ain't Enough" - (5:47)
17. "Do It for Love" - (3:58)

- Datos: Q3986823